# ロック・ネイション
ロック・ネイション(Roc Nation)は、アメリカ合衆国のニューヨーク、ロサンゼルス、ロンドンを拠点にジェイ・Zが代表を務め、ヒップホップ、R&Bを中心とするレコードレーベル。

## 歴史
- 2008年、ロック・ネイションは、ライブ・ネイションとの共同事業として立ち上げられた[1][2]。
- 2013年、ロック・ネイション・スポーツを設立。
- 2020年、ACミランと史上初のパートナーシップ契約を発表[3]

## 所属アーティスト
- ジェイ・Z
- J・コール
- リタ・オラ
- ウィロー・スミス
- カルヴィン・ハリス
- リアーナ

## マネージメント
- アンジー・マルチネス
- ビッグ・ショーン
- キャピタル・シティーズ
- ファボラス
- グライムス
- ハイム
- カニエ・ウェスト
- カイリー・ミノーグ
- ミーク・ミル
- リアーナ
- サンティゴールド
- シャキーラ
- スターゲイト
- ティンバランド
- ヤング・パリス

## 出版
- リタ・オラ